# تپه خلیل‌آباد
تپه خلیل‌آباد مربوط به هزاره اول قبل از میلاد است و درداخل شهر شوط واقع شده و این اثر در تاریخ ۲۶ فروردین ۱۳۴۱ با شمارهٔ ثبت ۴۲۸ به‌عنوان یکی از آثار ملی ایران به ثبت رسیده است.